# Comuna Zaricine, Djankoi
Zaricine (în ucraineană Зарічне) este o comună în raionul Djankoi, Republica Autonomă Crimeea, Ucraina, formată din satele Armiiske, Bolotne, Nîzînne, Perepilkîne, Sumijne și Zaricine (reședința).

## Demografie
Componența lingvistică a comunei Zaricine
     Rusă (56,3%)
     Tătară crimeeană (31,53%)
     Ucraineană (10,94%)
     Alte limbi (0,16%)
Conform recensământului din 2001, majoritatea populației comunei Zaricine era vorbitoare de rusă (56,3%), existând în minoritate și vorbitori de tătară crimeeană (31,53%) și ucraineană (10,94%).